# 松笠山 (広島県)
松笠山（まつかさやま）は、広島県広島市東区にある山である。 標高374.3m。

## 概要
最寄り駅は山の北西にあるJR芸備線の戸坂駅。山の約500m東には、蝦蟇ヶ峠があり中国自然歩道が通る。